# Zakaria Moumni
Zakaria Moumni (àrab: زكرياء مومني, Zakariyāʾ Mūmnī) (Rabat, Marroc, 4 de febrer de 1980) és un boxador marroquí, que el 1999 es consagrà a Malta com a campió mundial de kickboxing (light-contact), una disciplina de boxa tailandesa.
A partir del 2010 és el centre d'un assumpte legal en disputa. Fou detingut a l'aeroport de Rabat per estafa segons el govern marroquí, segrestat i torturat durant 4 dies al centre de Témara segons la seva pròpia versió. Després d'un judici denunciat per ell mateix i la FIDH, va ser condemnat a 30 mesos de presó. Es va beneficiar d'un perdó reial després de 18 mesos. Des d'aleshores ha reclamat la seva rehabilitació i la condemna d'aquells que l'han torturat.

## Biografia
Nascut el 1980, Zakaria Moumni va créixer al barri popular de Takaddoum a Rabat. El 1999 va guanyar a Malta el campionat del món WKA de Kick-boxing (Light-Contact) sènior-68 kg. Ha estat l'únic de nacionalitat marroquina i l'únic africà i del món àrab que ha arribat a aquest nivell en aquest campionat mundial, com ho demostra la classificació mundial.
En 2007, Zakaria Moumni abandonà el Marroc per anar a França.

## Carrera professional
Zakaria Moumni ha participat en diverses competicions nacionals i internacionals amateurs i professionals en diferents categories -57 kg - 63 kg - 67 kg - 68 kg - 71 kg - 75 kg i - 81 kg, i disciplines : semi-contact, Light-contact, Full-Contact, Kick-boxing, i Muay Thai. Amb 19 anys va assolir la medalla d'or a la categoria 68 kg al campionat mundial de Kick-boxing (light contact) organitzat per la WKA en 1999 a Malta Aquest títol és però qüestionat en un comunicat de la Federació Reial Marroquí, que diu que Zakaria Moumni no té cap certificat que confereix la qualitat de campió del món professional, en referència al campió de l'altra federació, l'WAKO. Al campionat del món de kick boxing de 2000 a la República Txeca va acabar 4t.

## L'afer Zakaria Moumni
Com a campió del món, Zakaria Moumni va tractar de fer valer el seu dret a accedir al càrrec d'assessor esportiu del Ministeri de Joventut i Esports del Marroc, sobre la base del Dahir reial n. 1194-1166 de 9 de març de 1967, que estableix que els nacionals marroquins que hagin obtingut un títol de campió del món podran reclamar aquest càrrec. El càrrec li fou negat, però davant la seva insistència el 2006 el rei li va concedir dues llicències de taxi, una al seu nom, l'altre al del seu pare. Zakaria Moumni però segueix reclamant al seu treball en el govern: el gener de 2010, es va manifestar davant la residència reial a Betz, prop de París, abans de ser interrogat per la policia.
El 27 de setembre de 2010 Zakaria Moumni és detingut per la policia a l'aeroport de Rabat-Salé arran d'una denúncia contra ell per "frau" i "usurpació de títol" presentada per dos ciutadans marroquins. Segons la seva versió va ser capturat i segrestat al centre d'interrogació de Témara, fou torturat i condemnat a 36 mesos de presó en un judici en primera instància considerat "injust" i "muntatge" per diverses ONG.
El judici va tenir lloc el 30 de setembre. Després d'aquest "judici", el boxador fou condemnat a l'octubre de 2010 per frau dels actes impugnats per la defensa i per diverses associacions de defensa dels drets humans al Marroc i internacionals.
Al matí del 4 de febrer de 2012 Zakaria Moumni fou alliberat. Va soryir de la presó Zaki de Salé 18 mesos després de la seva detenció, indultat pel rei.

## Petició de rehabilitació
El 21 de febrer de 2012, en una conferència de premsa a la seu de la Federació Internacional dels Drets Humans (FIDH) a París, Zakaria Moumni acusà directament Mounir Majidi, el secretari privat del rei Mohammed VI, del tractament que se li va administrar. El 21 de febrer de 2014 va presentar una denúncia davant el fiscal especialitzat en Crims contra la Humanitat Tribunal Superior de París per tortura contra Abdellatif Hammouchi, director general de la DGST, la policia política marroquina, i Mounir Majidi, secretari particular del rei Mohammed VI com a commanditari. Aquesta queixa ha provocat la convocatòria de l'ambaixador del Marroc a França, provocant un incident diplomàtic entre els dos països.
L'abril de 2014 l'exministre de l'Interior del Marroc Mohand Laenser reconeix al diari marroquí Akhbar Elyaoum contactes telefònics amb el boxejador, i ha afegit que Moumni va ser filmat per membres la intel·ligència marroquina durant les negociacions a Rabat. El 9 d'abril de 2014 un informe de 6.600 pàgines de laCIA confirma l'existència de centre de tortures de Témara on va ser torturat Zakaria. El 9 de juny de 2014 el Ministeri de l'Interior marroquí desisteix en la demanda a França per falses acusacions contra Zakaria Moumni a favor d'una demanda presentada al Marroc.
El 25 de novembre de 2014 Zakaria Moumni presenta una demanda per amenaces i intimidació a conseqüència de xantatge que haurien exercit contra ell perquè retiri les seves reclamacions (un muntatge de fotos pornogràfiques i la visita d'un estrany a la seva llar). Els seus advocats, Patrick Baudouin i Clémence Bectarte En juy de 2016 presentà una nova demanda a Nancy per intent d'assassinat.
El procés finalment va tenir lloc al Marroc en 2016 i se soldà amb la condemna de Zakaria Moumnir per difamació envers Mounir El Majidi.